# Талдибулак (Алакольський район)
Талдибула́к (каз. Талдыбұлақ) — село у складі Алакольського району Жетисуської області Казахстану. Входить до складу Теректинського сільського округу.
Населення — 70 осіб (2021; 92 у 2009, 88 у 1999, 201 у 1989).